# Stanislau Bajkou
Stanislau Aliaksandravitx Bajkou (Станіслаў Аляксандравіч Бажкоў) (Orxa, Província de Vítsiebsk, 4 de novembre de 1991) és un ciclista belarús, professional des del 2015 al 2023.

## Palmarès
- 2009
  - 1r a la Copa del President de la Vila de Grudziądz
- 2010
  - Vencedor d'una etapa a la Polònia-Ucraïna
- 2016
  - Vencedor d'una etapa al Sharjah International Cycling Tour
- 2017
  -  Campió de Belarús en contrarellotge
  - 1r al Tour de Mersin i vencedor d'una etapa
  - Vencedor d'una etapa a la Tropicale Amissa Bongo
  - Vencedor d'una etapa a la Volta al llac Qinghai
- 2018
  -  Campió de Belarús en ruta
  - Vencedor d'una etapa als Cinc anells de Moscou
- 2019
  - Vencedor d'una etapa al Tour de Kayseri
- 2021
  -  Campió de Belarús en ruta
- 2022
  - Vencedor d'una etapa a la Volta a Belarús